# Microrégion de Barra de São Francisco
La microrégion de Barra de São Francisco est l'une des trois microrégions qui subdivisent le nord-ouest de l'État de l'Espírito Santo au Brésil.
Elle comporte 4 municipalités qui regroupaient 86 322 habitants en 2006 pour une superficie totale de 4 022 km2.

## Municipalités[1]
- Água Doce do Norte
- Barra de São Francisco
- Ecoporanga
- Mantenópolis